# Strumigenys schuetzi

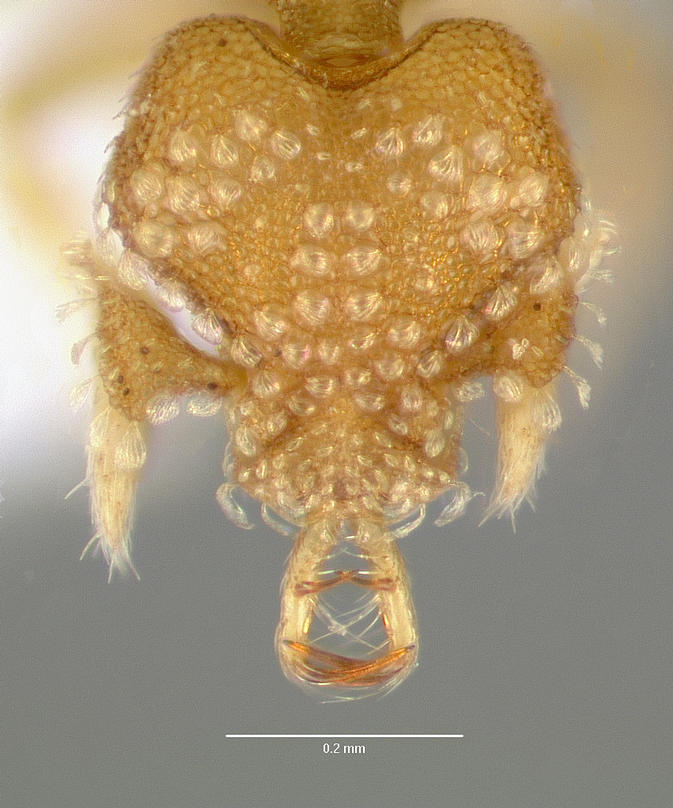
Голова с сомкнутыми жвалами

Strumigenys schuetzi (лат.) — вид мелких земляных муравьёв из подсемейства Myrmicinae.

## Распространение
Мадагаскар.

## Описание
Мелкие скрытные муравьи (длина менее 2 мм) с сердцевидной головой, расширенной кзади. Усики 4-члениковые. Грудь сверху с выемкой посередине. Плечевые углы пронотума с булавовидными выступающими волосками. Голова покрыта расширенными волосками ложковидно-округлой формы. Апикальная вилка жвал из 2 зубцов, рядом расположен только один преапикальный зубец (длина головы HL 0,39—0,41 мм, ширина головы HW 0,41—0,42 мм, мандибулярный индекс MI 32—38). Головной дорзум без поперечного ряда отстоящих волосков около затылочного края. 
Включён в видовую группу S. arnoldi-group (триба Dacetini).
Основная окраска желтовато-коричневая. Мандибулы длинные, узкие (с несколькими зубцами). Глаза расположены внутри усиковых желобков-бороздок, вентро-латеральные. Нижнечелюстные щупики 1-члениковые, нижнегубные щупики состоят из 1 сегмента (формула 1,1). Стебелёк между грудкой и брюшком состоит из двух члеников: петиолюса и постпетиолюса (последний четко отделен от брюшка), жало развито, куколки голые (без кокона). Специализированные охотники на коллембол. Вид был впервые описан в 2000 году американским мирмекологом Брайаном Фишером (Brian L. Fisher, Department of Entomology, California Academy of Sciences, Сан-Франциско, Калифорния, США).

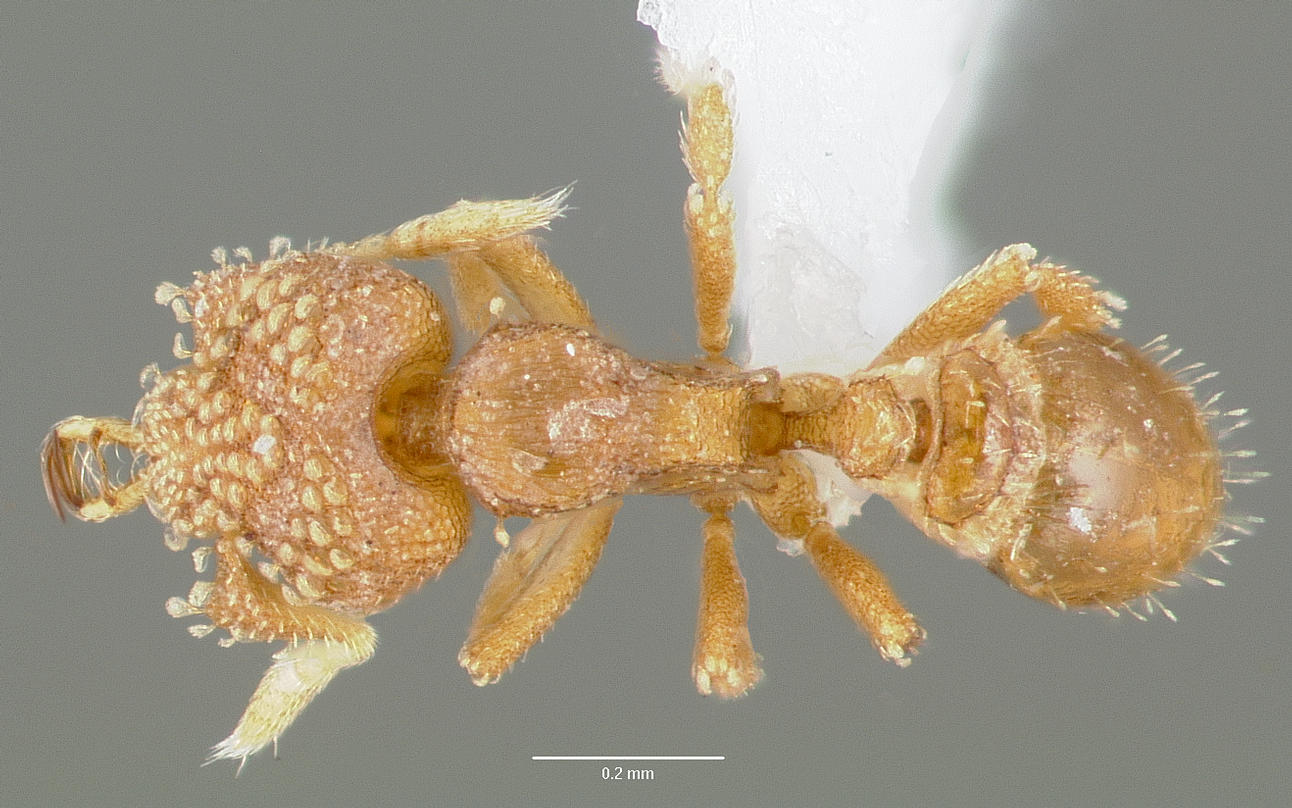
Вид сверху (рабочий)